# Ella Baker
Ella Baker (13 de diciembre de 1903-13 de diciembre de 1986) fue una prominente activista afrodescendiente del Movimiento por los Derechos Civiles en Estados Unidos a inicios de los años 1930. Trabajó junto con algunos de los líderes más famosos pro-derechos humanos del siglo XX, incluyendo a William Edward Burghardt Du Bois, Thurgood Marshall, A. Philip Randolph y Martin Luther King.
También fue mentora de jóvenes activistas como Diane Nash, Stokely Carmichael, Rosa Parks y Bob Moses. En 1960, organizó una reunión de la cual surgió el Comité Coordinador Estudiantil No Violento. También fue coordinadora de los Freedom Riders (Pasajeros por la libertad) y fue miembro de la National Association for the Advancement of Colored People y de la Conferencia Sur de Liderazgo Cristiano.

## Primeros años y estudios
Baker nació en Norfolk (Virginia) y fue criada por Georgiana y Blake Baker. Cuando tenía nueve años, su familia se mudó al pueblo de su padre en Littleton, en una zona rural de Carolina del Norte. Siendo aún pequeña, Baker escuchaba a su abuela contar historias sobre las revueltas de esclavos. Siendo esclava, su abuela había sido golpeada por negarse a casar con un hombre escogida para ella por el propietario.
Baker asistió a la Universidad Shaw en Raleigh, Carolina del Norte, de donde se graduó en 1927 a la edad de 24 años. Como estudiante, desafío las políticas de la escuela que consideró injustas. Tras graduarse, se mudó a la ciudad de Nueva York. Entre 1929 y 1930, fue miembro del consejo editorial del American West Indian News, de donde pasó al cargo de asistente editorial en Negro National News. En 1930, George Schuyler, entonces un periodista y anarquista afrodescendiente, fundó la Liga Cooperativa de Jóvenes Negros (Young Negroes' Cooperative League, YNCL), que buscaba desarrollar el poder económico de los negros a través del planeamiento colectivo. Al haber entablado amistad con Schuysler, Baker se unió a la YNCL en 1931 y pronto se convirtió en la directora nacional del grupo.

## Activismo
Baker trabajó para el Proyecto de educación de los trabajadores de la Works Progress Administration, donde enseñaba cursos sobre educación del consumidor, historia obrera e historia africana. Baker se sumergió en el medio cultural y político de Harlem en los años 1930. Protestó contra la Invasión Italiana de Etiopía y apoyó la campaña para la liberación de los Scottsboro Boys en Alabama, un grupo de jóvenes afroamericanos acusados de violar a dos mujeres blancas. También fundó el Club de Historia Negro en la Biblioteca de Harlem y asistió regularmente a conferencias y reuniones en el YWCA. Trabó amistad con el futuro académico y activista John Henrik Clark y con el futuro escritor y abogado defensor de los derechos civiles Pauli Murray, así como de muchos otros que se convertirían en amigos de toda la vida. El Renacimiento de Harlem influyó en las ideas y enseñanzas de Baker que, más tarde, se convertirían en importantes para el Movimiento por los Derechos Civiles en Estados Unidos.
En 1938 empezó su larga asociación con la National Association for the Advancement of Colored People (NAACP - Asociación Nacional por el Progreso de la Gente de Color). Viajó muchísimo, especialmente en el sur, como secretaria de campo de la NAACP, y luego como directora de los centros de reclutamiento, recolección de fondos y organización de campañas. Baker formó una red de personas en el sur de suma importancia para la lucha por los derechos civiles. Renunció de su papel de dirección de la NAACP en 1946. Regresó a Nueva York, trabajó con la NAACP en el combate a la segregación en las escuelas, hasta volverse presidente de la NAACP en Nueva York en 1952. Renunció en 1953 para participar sin éxito en las elecciones para consejero municipal de Nueva York bajo la planilla del partido Liberal.
En 1958 Baker viajó a Atlanta para fundar la oficina de la Conferencia Sur de Liderazgo Cristiano (Southern Christian Leadership Conference, SCLC) y para organizar un programa de registro de votantes. Vivió en Atlanta durante dos años y medio como directora ejecutiva de la SCLC hasta que Wyatt Tee Walker asumió el puesto en abril de 1960. Ese mismo año, Baker persuadió a la SCLC para que invitara a estudiantes universitarios a la Southwide Youth Leadership Conference en la Shaw University durante el fin de semana de pascua. Fue en esta reunión cuando se formó el Comité Coordinador Estudiantil No Violento (Student Nonviolent Coordinating Committee, SNCC). Habló después de Martin Luther King y James Lawson. Su discurso, More Than a hamburger ("Más que una hamburguesa") urgía a la audiencia a pensar sobre la discriminación racial en términos más amplios. Tras la conferencia, Baker renunció a la SCLC y pasó a trabajar para el SNCC.
De 1962 a 1967 Baker formó parte del Southern Conference Education Fund (SCEF), que buscaba ayudar a negros y blancos a trabajar juntos. En 1964, ayudó a organizar el Mississippi Freedom Democratic Party (MFDP), como una alternativa al Partido Demócrata en Misisipi. La influencia del MFDP en el Partido Demócrata ayudó a elegir a muchos líderes negros en Misisipi, y obligó a la Convención Nacional Demócrata a aceptar a mujeres y a representantes de las minorías raciales y étnicas.